# Сербія на Чемпіонаті світу з легкої атлетики 2017
Сербія на Чемпіонаті світу з легкої атлетики 2017, що проходив з 4 по 13 серпня 2017 року в Лондоні (Велика Британія) була представлена 8 спортсменами.

## Результати

### Чоловіки
Трекові і шосейні дисципліни
| Спортсмен    | Дисципліна        | Забіги    | Забіги | Півфінал        | Півфінал        | Фінал           | Фінал           |
| Спортсмен    | Дисципліна        | Результат | Місце  | Результат       | Місце           | Результат       | Місце           |
| ------------ | ----------------- | --------- | ------ | --------------- | --------------- | --------------- | --------------- |
| Мілан Ристич | 110 м з бар'єрами | DQ        | –      | Завершив виступ | Завершив виступ | Завершив виступ | Завершив виступ |

Технічні дисципліни
| Спортсмен  | Дисципліна        | Кваліфікація | Кваліфікація | Фінал           | Фінал           |
| Спортсмен  | Дисципліна        | Результат    | Місце        | Результат       | Місце           |
| ---------- | ----------------- | ------------ | ------------ | --------------- | --------------- |
| Лазар Аніч | Стрибки у довжину | 7.71         | 23           | Завершив виступ | Завершив виступ |

Багатоборство — Десятиборство
| Атлет        | Дисципліна | 100 м | СуД | ШтЯ | СуВ | 400 м | 110б | МДс | СзЖ | МСп | 1500 м | Сума очок | Місце |
| ------------ | ---------- | ----- | --- | --- | --- | ----- | ---- | --- | --- | --- | ------ | --------- | ----- |
| Михаїл Дудаш | Результат  |       |     |     |     |       |      |     |     |     |        |           |       |
| Михаїл Дудаш | Очки       |       |     |     |     |       |      |     |     |     |        |           |       |

### Жінки
Трекові і шосейні дисципліни
| Спортсмен       | Дисципліна | Забіги    | Забіги | Півфінал         | Півфінал         | Фінал            | Фінал            |
| Спортсмен       | Дисципліна | Результат | Місце  | Результат        | Місце            | Результат        | Місце            |
| --------------- | ---------- | --------- | ------ | ---------------- | ---------------- | ---------------- | ---------------- |
| Тамара Салашкі  | 400 м      | 52.13     | 23     | Завершила виступ | Завершила виступ | Завершила виступ | Завершила виступ |
| Амела Терзіч    | 1500 м     | 4:08.55   | 22     | Завершила виступ | Завершила виступ | Завершила виступ | Завершила виступ |
| Теодора Сімовіч | Марафон    | Н/Д       | Н/Д    | Н/Д              | Н/Д              | 2:59.01          | 75               |

Технічні дисципліни
| Спортсмен         | Дисципліна        | Кваліфікація | Кваліфікація | Фінал     | Фінал |
| Спортсмен         | Дисципліна        | Результат    | Місце        | Результат | Місце |
| ----------------- | ----------------- | ------------ | ------------ | --------- | ----- |
| Івана Шпанович    | Стрибки у довжину | 6.62         | 4 q          |           |       |
| Драгана Томашевич | Метання диска     |              |              |           |       |